# Titti Maartmann
Titti Maartmann (1920. szeptember 27. – Oslo, 2018. szeptember 18.) Európa-bajnok norvég szánkós.

## Pályafutása
Az 1937-es oslói Európa-bajnokságon aranyérmes lett honfitársai Liv Jensen és Helen Galtung előtt.
Dédapja Knud Geelmuyden Fleischer Maartmann politikus, nagybátyjai Erling Maartmann és Rolf Maartmann labdarúgók voltak.

## Sikerei, díjai
- Európa-bajnokság – női egyes
  - aranyérmes: 1937